# Estación de Frómista
Frómista es una estación de ferrocarril situada en el municipio español de Frómista, en la provincia de Palencia, comunidad autónoma de Castilla y León. Dispone de servicios de Media Distancia operados por Renfe.

## Situación ferroviaria

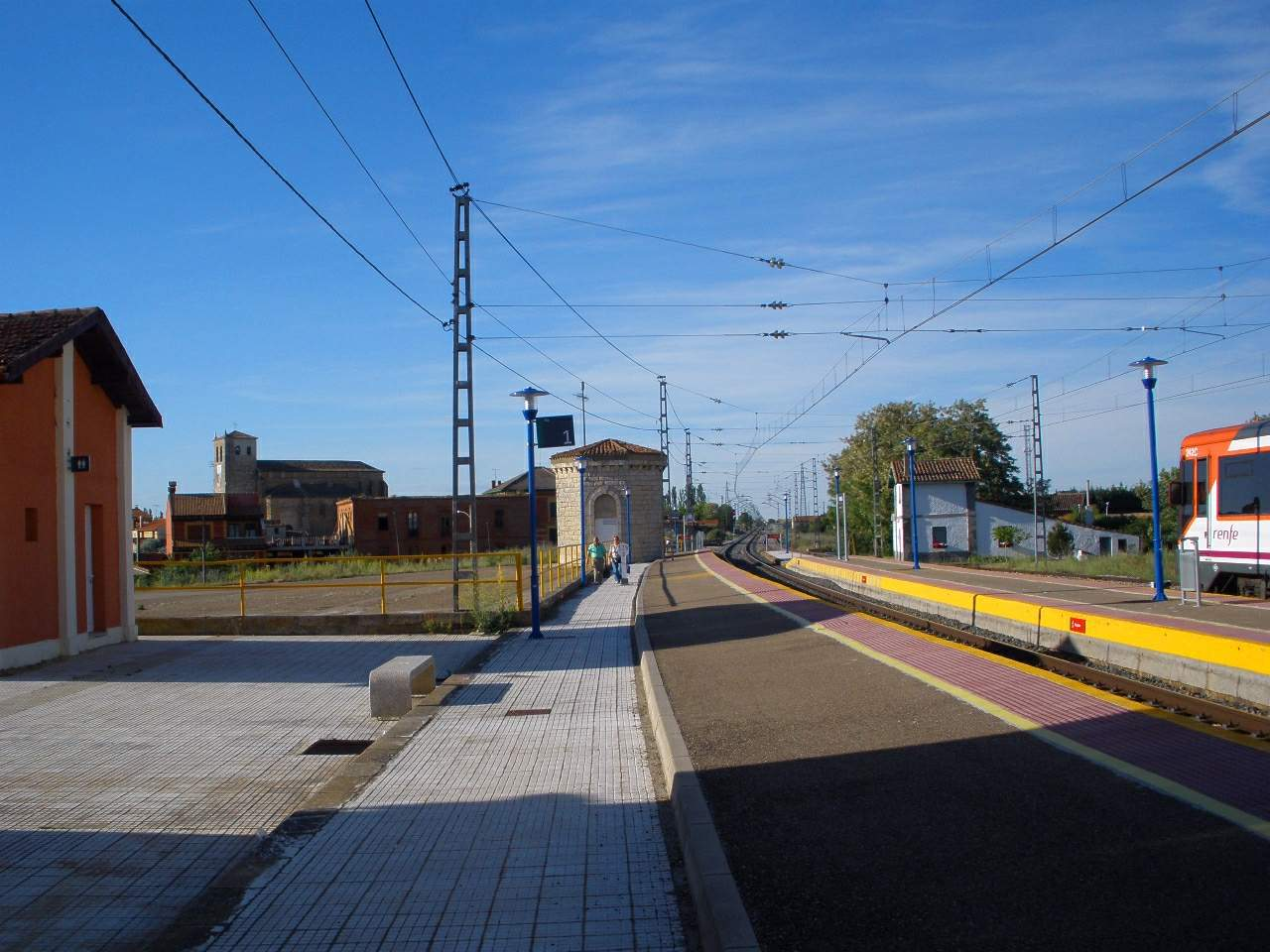
Aspecto de los andenes de la Estación

La estación se encuentra en el punto kilométrico 329,858 de la línea férrea de ancho ibérico Palencia-Santander a 788,60 metros de altitud, entre las estaciones de Piña y Osorno. Históricamente dicho kilometraje se corresponde con el trazado Madrid-Santander por Palencia y Alar del Rey.

## Historia
La estación fue abierta al tráfico el 1 de agosto de 1860 con la apertura de la línea Venta de Baños-Alar. Norte fue la encargada de construir los 90 kilómetros de un trazado que no presentó dificultades. Esta línea enlazaba en Venta de Baños con la Madrid-Hendaya y entroncaba en Alar con el ferrocarril a Santander. 
En 1941, la nacionalización del ferrocarril en España supuso la desaparición de Norte y su integración en la recién creada RENFE que pasó a gestionar la estación. Desde el 31 de diciembre de 2004 Renfe Operadora explota la línea mientras que Adif es la titular de las instalaciones ferroviarias.

## Servicios ferroviarios

### Media Distancia
Los trenes de Media Distancia que unen Valladolid con Santander tienen parada en la estación. La frecuencia mínima es de dos trenes diarios en ambos sentidos. La relación Valladolid-Reinosa no tiene equivalente en sentido contrario. 
| Línea MD | Servicio        | Origen/Destino          | Paradas intermedias | Destino/Origen          |
| -------- | --------------- | ----------------------- | --- | ----------------------- |
| 20       | Regional Exprés | Valladolid-Campo Grande | Valladolid-Universidad · Cabezón de Pisuerga · Corcos-Aguilarejo · Cubillas de Santa Marta · Dueñas · Venta de Baños · Palencia · Monzón de Campos · El Carrión · Amusco · Piña · Frómista · Osorno · Espinosa de Villagonzalo · Herrera de Pisuerga · Alar del Rey · Mave · Aguilar de Campoo · Quintanilla de las Torres · Mataporquera · Reinosa · Bárcena · Los Corrales de Buelna · Torrelavega · Renedo · Maliaño · Valdecilla | Santander               |
| 20       | Regional Exprés | Valladolid-Campo Grande | Valladolid-Universidad · Cabezón de Pisuerga · Corcos-Aguilarejo · Cubillas de Santa Marta · Dueñas · Venta de Baños · Palencia · El Carrión · Piña · Frómista · Osorno · Espinosa de Villagonzalo · Herrera de Pisuerga · Alar del Rey · Aguilar de Campoo · Mataporquera · Reinosa · Bárcena · Los Corrales de Buelna · Torrelavega · Renedo · Maliaño · Valdecilla                                                                | Santander               |
| 20       | Regional Exprés | Santander               | Valdecilla · Maliaño · Renedo · Torrelavega · Los Corrales de Buelna · Bárcena · Reinosa · Mataporquera · Aguilar de Campoo · Alar del Rey · Herrera de Pisuerga · Espinosa de Villagonzalo · Osorno · Frómista · Piña · El Carrión · Palencia · Venta de Baños · Valladolid-Universidad | Valladolid-Campo Grande |